# Касинаса (Павија)
Касинаса је насеље у Италији у округу Павија, региону Ломбардија.
Према процени из 2011. у насељу је живело 192 становника. Насеље се налази на надморској висини од 316 м.